# إدوين بوث

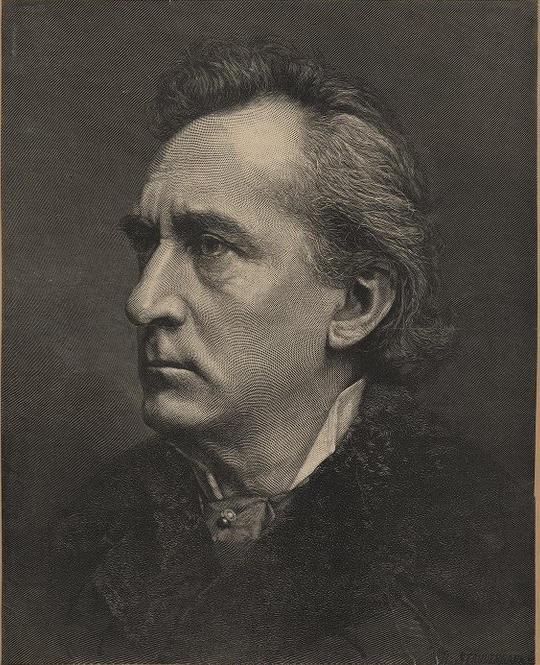
إدوين بوث

إدوين بوث (بالإنجليزية: Edwin Thomas Booth)‏ (13 نوفمبر 1833 - 7 يونيو 1893) كان ممثل أمريكي شهير في القرن التاسع عشر قام بجولة في جميع أنحاء أمريكا و العواصم الكبرى في أوروبا ، وأدى العديد من مسرحيات شكسبير .

## روابط خارجية
- إدوين بوث على موقع الموسوعة البريطانية (الإنجليزية)
- إدوين بوث على موقع ميوزك برينز (الإنجليزية)
- إدوين بوث على موقع قاعدة بيانات برودواي على الإنترنت (الإنجليزية)
- إدوين بوث على موقع إن إن دي بي (الإنجليزية)